# 辛书华
辛书华（1955年—），河北冀州人，汉族，中华人民共和国政治人物、第十一届全国人民代表大会河北地区代表。
毕业于河北机电学院机械专业，曾任河北省沧州市副市长。2008年起担任全国人大代表。